# Кохо (нэнго)
Кохо (яп. 康保 ко:хо:, беречь [народ] в здравии) — девиз правления (нэнго) японских императоров Мураками и Рэйдзэя с 964 по 968 год .

## Продолжительность
Начало и конец эры:
- 10-й день 7-й луны 4-го года Ова (по юлианскому календарю — 19 августа 964 года); причина объявления девиза правления — начало нового шестидесятилетнего цикла;
- 13-й день 8-й луны 5-го года Кохо (по юлианскому календарю — 8 сентября 968 года).

## Происхождение
Название нэнго было заимствовано из классического древнекитайского сочинения Шу цзин:「別求聞由古先哲王、用康保民弘于天」.

## События
- 964 год (4-я луна 1-го года Кохо) — скончалась императрица Фудзивара-но Анси. Её младшая сестра вышла замуж за старшего брата императора, Сигэакира-синно; но вскоре супружуская пара тоже умерла. Убитый горем, император забыл о государственных делах[6];
- 965 год (4-я луна 2-го года Кохо) — удайдзин Фудзивара-но Акихира умер в возрасте 68 лет[6];
- 965 год (12-я луна 2-го года Кохо) — император отпраздновал свой 40-й день рождения[6];
- 967 год (4-й год Кохо) — Фудзивара-но Санэёри назначен кампаку;
- 5 июля 967 года (25-й день 5-й луны 4-го года Кохо) — император, правивший 21 год, скончался в возрасте 42 лет[6].

## Сравнительная таблица
Ниже представлена таблица соответствия японского традиционного и европейского летосчисления. В скобках к номеру года японской эры указано название соответствующего года из 60-летнего цикла китайской системы гань-чжи. Японские месяцы традиционно названы лунами.
| 1-й год Кохо (Деревянная Крыса) | 1-я луна       | 2-я луна*  | 3-я луна* | 4-я луна  | 5-я луна* | 6-я луна* | 7-я луна   | 8-я луна*  | 9-я луна              | 10-я луна  | 11-я луна  | 12-я луна*   |               |
| ------------------------------- | -------------- | ---------- | --------- | --------- | --------- | --------- | ---------- | ---------- | --------------------- | ---------- | ---------- | ------------ | ------------- |
| Юлианский календарь             | 16 февраля 964 | 17 марта   | 15 апреля | 14 мая    | 13 июня   | 12 июля   | 10 августа | 9 сентября | 8 октября             | 7 ноября   | 7 декабря  | 6 января 965 |               |
| 2-й год Кохо (Деревянный Бык)   | 1-я луна       | 2-я луна   | 3-я луна* | 4-я луна* | 5-я луна  | 6-я луна* | 7-я луна*  | 8-я луна   | 9-я луна*             | 10-я луна  | 11-я луна  | 12-я луна    |               |
| Юлианский календарь             | 4 февраля 965  | 6 марта    | 5 апреля  | 4 мая     | 2 июня    | 2 июля    | 31 июля    | 29 августа | 28 сентября           | 27 октября | 26 ноября  | 26 декабря   |               |
| 3-й год Кохо (Огненный Тигр)    | 1-я луна*      | 2-я луна   | 3-я луна  | 4-я луна* | 5-я луна* | 6-я луна  | 7-я луна*  | 8-я луна*  | 8-я луна (високосная) | 9-я луна*  | 10-я луна  | 11-я луна    | 12-я луна*    |
| Юлианский календарь             | 25 января 966  | 23 февраля | 25 марта  | 24 апреля | 23 мая    | 21 июня   | 21 июля    | 19 августа | 17 сентября           | 17 октября | 15 ноября  | 15 декабря   | 14 января 967 |
| 4-й год Кохо (Огненный Кролик)  | 1-я луна       | 2-я луна   | 3-я луна* | 4-я луна  | 5-я луна* | 6-я луна  | 7-я луна*  | 8-я луна*  | 9-я луна              | 10-я луна* | 11-я луна  | 12-я луна    |               |
| Юлианский календарь             | 12 февраля 967 | 14 марта   | 13 апреля | 12 мая    | 11 июня   | 10 июля   | 9 августа  | 7 сентября | 6 октября             | 5 ноября   | 4 декабря  | 3 января 968 |               |
| 5-й год Кохо (Земляной Дракон)  | 1-я луна*      | 2-я луна   | 3-я луна* | 4-я луна  | 5-я луна  | 6-я луна* | 7-я луна   | 8-я луна*  | 9-я луна              | 10-я луна* | 11-я луна* | 12-я луна    |               |
| Юлианский календарь             | 2 февраля 968  | 2 марта    | 1 апреля  | 30 апреля | 30 мая    | 29 июня   | 28 июля    | 27 августа | 25 сентября           | 25 октября | 23 ноября  | 22 декабря   |               |

* звёздочкой отмечены короткие месяцы (луны) продолжительностью 29 дней. Остальные месяцы длятся 30 дней.